# Pere Quart
Joan Oliver i Sellarès, más conocido por su seudónimo Pere Quart (Sabadell, Barcelona, 29 de noviembre de 1899 - Barcelona, 18 de junio de 1986) fue un poeta y dramaturgo catalán.

## Biografía
Nació en Sabadell el 29 de noviembre de 1899 en el seno de una destacada familia de la burguesía industrial sabadellense. Su abuelo paterno había sido uno de los fundadores de la Caja de Sabadell, mientras su abuelo materno era uno de los dirigentes del Fomento del Trabajo Nacional. Fue el cuarto de once hermanos, de los que fue el único superviviente. De aquí tomó el seudónimo con el que firmó su obra poética: Pere Quart. 
Se casa en dos ocasiones, siendo su primera esposa Conxita Riera.
Pasa la infancia inmerso en un ambiente de casa acomodada. Estudió el bachillerato en los Escolapios de Sabadell y entre los años 1916 y 1921 estudió Derecho en la Universidad de Barcelona. Viaja por toda Europa y, en 1919, formó el Grupo de Sabadell junto al novelista Francesc Trabal y el poeta y crítico Armand Obiols –seudónimo de Joan Prat–, entre otros. En este grupo se combina la influencia del vanguardismo con el humorismo más local y el gusto por el rigor y la obra bien hecha, estos autores practican una literatura a medio camino de la iconoclastia vanguardista, de carácter cosmopolita. En 1923 será el director del Diario de Sabadell, donde usará seudónimos diversos como Feliu Camp de la Sang, Florentí Carvallà Cot y Joan Pendonista, Orella Dreta, entre otros. Más tarde en 1925 fundan las ediciones la Mirada, iniciativa editorial que publicará dieciocho volúmenes y hojas sueltas de autores como Carner, Riba o ellos mismos.

## Carrera
Oliver colaboró también en las publicaciones importantes de la época como La Veu de Catalunya, La Publicitat, Revista de Catalunya o Mirador; se traslada a vivir a Barcelona en 1926 y estrena en Sabadell una primera obra teatral, su gran orgullo: años después declararía que su principal aspiración literaria era la de dramaturgo.
Su primer libro publicado es de 1928 –Una tragèdia a Lil·liput, narracions–; es en 1934 que se da a conocer como poeta, con el seudónimo que utilizará siempre para este género: Pere Quart, que ya había usado para firmar artículos contra la dictadura de Primo de Rivera, y que forma a partir del segundo nombre de bautismo y del hecho de ser el cuarto hijo de la familia. 
La primera gran sacudida en la vida de Joan Oliver, y los cambios literarios consiguientes, se dan, sin embargo, con la guerra civil, durante la cual se compromete a fondo con el bando republicano, en este tiempo ejerció como presidente de la Agrupación de Escritores Catalanes –filial de la UGT–, jefe de publicaciones de la Consejería de Cultura de la Generalidad de Cataluña, cofundador y jefe de publicaciones de la Institución de las Letras Catalanas y autor de la letra del himno del ejército popular catalán. Todo ello, pues, desde una clara actitud de ruptura con sus orígenes acomodados. Esto representa un giro en su obra poética al adoptar el verso libre, un marcado tono directo y una decidida voluntad de compromiso, la obra teatral. Es durante este período cuando en el autor comenzó a gestarse un fuerte compromiso político y social que confluirá con la creación de composiciones revolucionarias y de corte nacionalista, como por ejemplo el poema Oda a Barcelona o la obra teatral La fam. A raíz de la guerra produce dos volúmenes de poesía existencial: Saló de tardor (1947), en los que retorna a las técnicas postsimbolistas, y Terra de naufragis (1956), marcado por un tono elegíaco, una expresión cotidiana y más agresividad, y por la vertiente escatológica desarrollado con las referencias a cuatro poetas catalanes muertos muy jóvenes: Joaquim Folguera, Joan Salvat-Papasseit, Bartomeu Rosselló-Porcel y Màrius Torres. Ambos poemarios forman parte de una etapa llena de dudas y meditaciones.
Terminada la guerra, se exiliará en Francia, primero en el castillo de Roissy-en-Brie –con Trabal, Rodoreda, Calders, Obiols y otros–, y luego en Saint-Cyr-sur-Morin hasta 1939, cuando se embarca hacia Buenos Aires y en 1940 fija su residencia en Santiago de Chile, donde vivirá ocho años.
En Santiago de Chile, Oliver continuará su doble tarea, de intelectual y luchador. Colaborará con Cataluña, publicada en Buenos Aires, y Germanor, editada en Chile, de la que pronto se convertirá director; y fundará con Xavier Benguerel la colección "El Pino de las Tres Ramas", donde se editarán desde, las Elegías de Bierville de Carles Riba hasta su propio Salón de otoño (1947), un libro de poemas melancólico e interiorizado, de tono más grave e intimista que los anteriores.
En 1948 regresó a Barcelona, en un contexto autotárquico diferente del de antes de la guerra, con la amarga experiencia del exilio y habiendo perdido su antigua posición social. Oliver estuvo preso durante dos meses y medio en la cárcel Modelo de Barcelona pero tres años más tarde recibió el premio del Presidente de la República francesa en los Juegos Florales de París por la traducción al catalán de El misántropo de Molière. Tradujo y adaptó obras de diversos autores, como Antón Chéjov, también fue director de la primera colección "El Club de los Novelistas", colabora intensamente con la Agrupación Dramática de Barcelona –como vicepresidente, autor o traductor–, y trabaja desde el año 1957 hasta el 1963 en la editorial Montaner y Simón como jefe de redacción de la versión castellana del Diccionario Literario Bompiani. Este último hecho será muy importante en la trayectoria vital y literaria del autor, ya que en la mencionada editorial conocerá a varios estudiantes universitarios, muchos de ellos futuros profesores e intelectuales influyentes como Joaquim Molas, Antoni Comas, Francesc Noy y Sergi Beser.
En 1960 apareció su obra más emblemática, Vacances pagades. Es una obra escéptica, sarcástica, en la que se muestra su gran compromiso con la realidad social y política del país. En ella Joan Oliver realiza una ácida crítica al capitalismo, la sociedad de consumo y el régimen franquista; y, junto con La piel de toro de Salvador Espriu, constituirá un emblema de la poesía catalana de los años sesenta.
Con la muerte del dictador y la llegada de la democracia, Oliver se muestra especialmente disgustado con la clase política dominante: Denuncia la traición que significa la transición, y es multado y detenido en varias ocasiones por participar en actos multitudinarios contra el franquismo, como contra la constitución del Sindicato Democrático de Estudiantes de la Universidad de Barcelona o el homenaje al doctor Jordi Rubió. En 1982 rechazó la Creu de Sant Jordi y se convirtió en un personaje incómodo para los políticos. Algunos de sus poemas han sido musicalizados por cantautores (ha sido uno de los poetas más musicalizados de Cataluña) como Lluís Llach, Raimon, Serrat y Ovidi Montllor, entre otros, lo que le dio una mayor proyección popular a su figura.
Muere en 1986 en Barcelona y es enterrado en su Sabadell natal. Su actividad pública y la obra poética han relegado a un segundo plano tanto la producción narrativa —esporádica y centrada en el relato breve—, como la prosa de carácter más periodístico o el teatro. Este último género supone un intento de normalización de la escena catalana a través del cual Oliver, dirigiéndose al gran público, atacaba al mismo tiempo, con su sentido crítico habitual, las convenciones sociales en obras como Allò que tal vegada s'esdevingué, de 1936, o Ball robat, de 1956, ambas ambientadas en el entorno de la institución familiar tal como es entendida por la burguesía. 
En términos generales, la obra de Joan Oliver está marcada por la actitud crítica, la ironía a menudo lacerante y también por la versatilidad lingüística —demostrada, por ejemplo, en su versión libre de la obra teatral Pigmalión de George Bernard Shaw—, donde los diferentes registros del idioma se combinan con suma habilidad. Todo ello a partir de un cierto individualismo que huye de los intelectualismos y que busca a menudo una respuesta a los grandes dilemas éticos de su tiempo.

### El teatro
En 1948, tras llegar del exilio sobrevive trabajando en la imprenta familiar y haciendo traducciones, sobre todo de obras de teatro, en un intento de revitalizar el arte dramático de la posguerra y hacerlo accesible a un público burgués. Su situación comienza a cambiar cuando, en 1955, acepta la dirección de una colección de novela catalana en la editorial Aymà (posteriormente Ediciones Proa y, actualmente, integrada dentro del grupo Enciclopedia Catalana).
Contribuye también a la fundación de la Agrupación Dramática de Barcelona. Una vez casado en segundas nupcias, vive todavía de colaboraciones en la revista Destino, con el seudónimo de Jonás, dirige un tiempo la editorial Alcides, y elabora un diccionario de literatura en la editorial Montaner y Simón (la misma donde también trabajaría al volver del exilio el escritor Pere Calders). Más tarde dirige la editorial Proa. Esta editorial, vinculada directamente con el centro de enseñanza "Proa", situado en el barrio de Sants de Barcelona, investigó con sus alumnos junto a la agrupación dramática de Barcelona, por lo que muchas de sus obras están dedicadas al mismo centro.
Publica sus traducciones de obras de Molière, Carlo Goldoni, Anton Chéjov, Bernard Shaw, Samuel Beckett y Bertolt Brecht. En cambio, partidario de un teatro de autoría catalana, no obtiene del público el éxito esperado en sus tentativas como dramaturgo. Su obra más exitosa se considera que es Ball robat. Aunque siempre ha estado presente en el mundo teatral catalán, ya sea a través de alguna de sus traducciones o de alguna de sus obras propias, con motivo de la conmemoración del centenario de su nacimiento (1999), se recuperan con bastante eco algunas de sus piezas, como la traducción de Esperando a Godot, de Samuel Beckett, dirigida por Lluís Pasqual, en el Teatro Lliure de Barcelona, o con montajes a partir de su obra como Esto guixa, dirigido por Pere Planella, el Mercado de las Flores de Barcelona, o Joan Oliver, dirigido por Carlota Subirós, en el Teatro Nacional de Cataluña.
Oliver declaró en diversas ocasiones que se sentía, por encima de todo, un autor dramático «frustrado por las circunstancias».

## Obras

### Teatro
- Una mena d'orgull. Estrenada en el Teatre Colom de Sabadell, 21 de marzo de 1931 (única representación).
- Gairebé un acte o Joan, Joana i Joanet, Mirador (Barcelona), 1929. También desde Emili Vilanova [et alt.]: Cinco piezas en un acto. Barcelona: Edicions 62, 1989.
- Cataclisme. Barcelona: El Nostre Teatre, 1935 / Barcelona: Randez, 1935. Estrenada en el Teatre Fortuny de Reus, 11 de mayo de 1935.
- Allò que tal vegada s'esdevingué. Barcelona: La Rosa dels Vents, 1936 / Barcelona: Aymà, 1970 / Barcelona: Edicions 62, 1987 / Tarrasa: Centre d'Art Dramàtic del Vallès, 1996. Estrenada a la Sala Guimerà, Ciudad de México, 5 de septiembre de 1953.
- La fam. Barcelona: Institució de les Lletres Catalanes, 1938 / Barcelona: Aymà, 1975 / Barcelona: Proa, 2003. Estrenada en el Teatre Català de la Comèdia (Poliorama), 15 de junio de 1938.
- Quasi un paradís. Estrenada en la Sala Rovira de Tosa de Mar, 18 de agosto de 1951.
- La barca d'Amílcar. Estrenada en el Teatre Windsor de Barcelona, 16 de junio de 1958.
- Tercet en Re, El Pont, núm. 13, 1959.
- Tres comèdies. Barcelona: Selecta, 1960.
- Noè al port d'Hamburg. Estrenada en La Cova del Drac de Barcelona, 18 de octubre de 1966.
- Quatre comèdies en un acte. Barcelona: Aymà, 1970.
- Vivalda i l'Àfrica tenebrosa i Cambrera nova. Estrenada en los Amics de les Arts de Tarrasa, 20 de junio de 1970.
- El roig i el blau. Estrenada en el Teatro Griego de Barcelona, 19 de julio de 1985.
- Trenta d'abril. Estrenada en el Teatre Lliure de Barcelona, 28 de enero de 1987.
- Ball robat de Joan Oliver (i altres). Barcelona: Edicions 62 / La Caixa, 1995.
- Ball robat [introducción d'Helena Mesalles]. Barcelona: Proa, 1995 / [introducción de Francesc Foguet i Boreu]. Barcelona: Proa, 2005.
- Ball robat seguit d'Escena d'alcova [introducción, biografía y apéndice de Lluís Busquets i Garabulosa]. Barcelona: La Magrana, 1996.
- Això guixa. Estrenada en el Mercat de les Flors, dentro del Festival Grec, julio de 1999.
- Ària del Diumenge. Estrenada en la Sala pequeña del Teatre Nacional de Catalunya, diciembre de 1999.a

### Poesía
- Les decapitacions. Sabadell: Contraban, 1934 / Barcelona: Proa, 1978 / Madrid: Bruño, 1993.
- Oda a Barcelona. Barcelona: Comissariat de Propaganda, 1936.
- Bestiari. Barcelona: Departament de Cultura, 1937 / Barcelona: Proa, 1969 (4a ed.) / Barcelona: Edicions 62, 1989.
- Saló de tardor. Santiago de Chile: El Pi de les Tres Branques, 1947 / Barcelona: Proa, 1983.
- Poesia de Pere Quart. Barcelona: Aymà, 1949.
- Terra de naufragis. Barcelona: Proa, 1956.
- Vacances pagades. Valencia: Diputación de Valencia, 1961 / Barcelona: Proa, 1972.
- Dotze aiguaforts i un autoretrat de Josep Granyer. Barcelona: Monografies de la Rosa Vera, 1962.
- Obra de Pere Quart. Barcelona: Fontanella, 1963.
- Circumstàncies. Barcelona: Proa, 1968.
- Quatre mil mots. Barcelona: Proa, 1977.
- Poesia empírica. Barcelona: Proa, 1981.
- Poemes escollits. Barcelona: Ediciones 62 / La Caixa, 1983.
- Refugi de versos. Barcelona: Proa, 1987.
- Antologia. Barcelona: Proa, 1982 / Barcelona: Barcanova, 1993 / Barcelona: Diputación de Barcelona, 1996.
- Els millors poemes. Barcelona: Columna, 1998.
- Pingüí (poesía infantil y juvenil). Barcelona: Cruïlla, 2004.
- Corrandes d'exili

### Narrativa breve
- Una tragèdia a Lil·liput. Sabadell: Fundació La Mirada, 1928.
- Contraban. Barcelona: La Rosa dels Vents, 1937.
- Biografia de Lot i altres proses. Barcelona: Fontanella, 1963 / Barcelona: La Magrana, 1983.
- Dos textos. Barcelona: Cafè Central, 1999.
- Tres contes. Sabadell: Fundació La Mirada, 2002.

### Traducciones
- Pigmalión, original de Bernard Shaw
- Esperando a Godot. Original de Samuel Beckett
- Il servitore di due padroni. Original de Carlo Goldoni
- La ópera de los tres centavos. Original de Bertolt Brecht
- Un sombrero de paja de Italia. Original de Eugène Labiche
- Anónimo veneciano. Original de Giuseppe Berto
- Ubú rey. Original de Alfred Jarry
- El misántropo. Original de Molière
- Tartufo. Original de Molière
- El enfermo imaginario. Original de Molière
- El jardín de los cerezos. Original de Antón Chéjov

### Crítica literaria y ensayo
- El mestre Fabra, recordat. Barcelona: [s.n.], 1969.
- Francesc Trabal, recordat. Sabadell: Fundació La Mirada, 1999.
- Notícia biogràfica d'Armand Obiols. Sabadell: Fundació La Mirada, 1999.
- Pròlegs

### Discografía
- L'oriol (Remei Margarit). Barcelona: Edigsa, 1963.
- Romanço del fill de vídua (Els tres tambors). Belter, 1966.
- La croada (Núria Espert). Dins: Poetes catalans contemporanis. Madrid: Discos Aguilar GDE 10-112, 1966.
- El burgès (Francesc Pi de la Serra). Barcelona: Edigsa, 1967.
- Oda a Barcelona (Núria Espert). Barcelona: Edigsa, 1967.
- Poesia de Pere Quart: dotze poemes dits per l'autor. Barcelona: Edigsa, 1968.
- Cançó lirona / Vaca suïssa (Tricicle). Concèntric, 1970.
- Bestiari (La Trinca). Barcelona: Edigsa, 1972.
- Una vaca amb un vedellet en braços (Raimon). En: T'adones, amic?. París: Le Chant du Monde CDX 74523, 1974.
- Corrandes d'exili (Ovidi Montllor). En: A Alcoy, 1974.
- Decapitació XII (Ramon Muntaner). En: Cròniques, 1977.
- Un ase considera el globus terraqüi (Celdoni Fonoll). En: He heretat l'esperança, 1978.
- Assaig de plagi a la taverna (Celdoni Fonoll). En: Traginer de cançons, 1981.
- Diversos poemes (Celdoni Fonoll). En: Recital 1000, 1984.
- Infants (Joan Manuel Serrat). En: Fa 20 anys que tinc 20 anys, 1984.
- Corrandes d'exili (Lluís Llach). En: T'estimo. Barcelona: Ariola, 1984.
- Utopia (Miquel Pujadó). En: Ambaixador d'enllà, 1990.
- Joan Oliver recita Pere Quart. Barcelona: Audiovisuals de Sarrià, D-133.

### Obras completas
- Obres completes de Joan Oliver. Obra poètica. Barcelona: Proa, vol. I, 1975. (2a ed. 1999)
- Obres completes de Joan Oliver. Teatre original. Barcelona: Proa, vol. II, 1977. (2a ed. 1999)
- Obres completes. Versions de teatre. Barcelona: Proa, vol. III, 1989.
- Obres completes de Joan Oliver. Obras de narrativa. Barcelona: Proa, vol. IV, 1999.

## Premios
- Joaquim Folguera (1936): Bestiari.
- Teatre Català de la Comèdia' (1938): La fam.
- Jocs Florals de París de traducció (1951: El misàntrop, de Molière.
- Óssa Menor' (1955): Terra de naufragis.
- Guimerà de Mèxic (1957): Una drecera.
- Ausiàs March (1959): Vacances pagades.
- Martí Peydró (1960): Temps, records.
- Lletra d'Or (1962): Vacances pagades.
- Premi d'Honor de les Lletres Catalanes (1970).
- Ciudad de Barcelona (1980).
- Generalidad de Cataluña (1981): Poesía empírica.
- Josep María de Sagarra de traducció teatral' (1982): Ubú rei.